# Pearsonville
Pearsonville és una concentració de població designada pel cens dels Estats Units a l'estat de Califòrnia. Segons el cens del 2000 tenia 27 habitants.

## Demografia
Segons el cens del 2000, Pearsonville tenia 27 habitants, 12 habitatges, i 8 famílies. La densitat de població era de 2,5 habitants/km².
Dels 12 habitatges en un 25% hi vivien nens de menys de 18 anys, en un 58,3% hi vivien parelles casades, en un 8,3% dones solteres, i en un 33,3% no eren unitats familiars. En el 33,3% dels habitatges hi vivien persones soles el 25% de les quals corresponia a persones de 65 anys o més que vivien soles. El nombre mitjà de persones vivint en cada habitatge era de 2,25 i el nombre mitjà de persones que vivien en cada família era de 2,88.
Per edats la població es repartia de la següent manera: un 25,9% tenia menys de 18 anys, un 0% entre 18 i 24, un 22,2% entre 25 i 44, un 40,7% de 45 a 60 i un 11,1% 65 anys o més.
L'edat mediana era de 46 anys. Per cada 100 dones de 18 o més anys hi havia 81,8 homes.
Cap de les famílies estaven per davall del llindar de pobresa.

## Poblacions més properes
El següent diagrama mostra les poblacions més properes.